# Roger Williams (théologien)
Pour les articles homonymes, voir Roger Williams et Williams.
Roger Williams, né vers 1603 à Londres, en Angleterre, et mort entre janvier et mars 1684 à Providence, au Rhode Island, est un théologien et pasteur protestant de Nouvelle-Angleterre. Il a été gouverneur de la colonie du Rhode Island et des plantations de Providence. 
Dans les années 1640, il développe une théologie politique tolérante dont les intuitions novatrices se révéleront décisives dans l’évolution ultérieure des colonies de la Nouvelle-Angleterre, puis des États-Unis d'Amérique. Williams fonde Providence, aujourd'hui capitale de l'État du Rhode Island. Il est sans doute le premier à utiliser la formule « Mur de séparation » entre l'Église et l’État. 

## Biographie
Né à Londres au début du XVIIe siècle, Williams reçoit une formation théologique à l’Université de Cambridge et est ordonné prêtre anglican. Peu de temps après son ordination, il devient puritain.

### Ministère
En 1629, Williams devient aumônier privé dans la famille de Sir William Masham, un politicien puritain. En décembre de cette même année, il se marie avec Mary Bernard. En 1630, en raison de ses déceptions envers l’Église anglicane, il s’embarque pour la colonie du Massachusetts et arrivera à Boston.
Il est devenu assistant pasteur dans l’Église congrégationaliste de Salem (Massachusetts) . Ses positions en faveur de la séparation de l’Église et de l’État, de la liberté de culte et des droits fonciers des peuples autochtones l’entraînent dans des conflits avec les pasteurs et les magistrats de la colonie. Son principal adversaire est un pasteur de Boston nommé John Cotton (1584-1652), qui cherche à réformer l’Église d’Angleterre dans un sens congrégationaliste. Pour Cotton, en effet, l’État et l’Église ont des droits et devoirs distincts, mais ils doivent coopérer pour créer une communauté qui œuvre au service de la morale et de la foi chrétienne. Cotton demande donc que le droit de voter ou de briguer un mandat politique soit réservé aux membres de l’Église et il s’oppose à ce que la dissidence religieuse soit tolérée.
En 1635, il été banni du Massachusetts pour ces raisons et a acheté une terre aux Amérindiens, et a fondé la ville de Providence en 1636 ainsi que le Rhode Island, où il sera gouverneur. Cette même année, il a fondé une église dans sa maison. En 1638, il est devenu baptiste et a fondé la Première église baptiste d'Amérique ,.

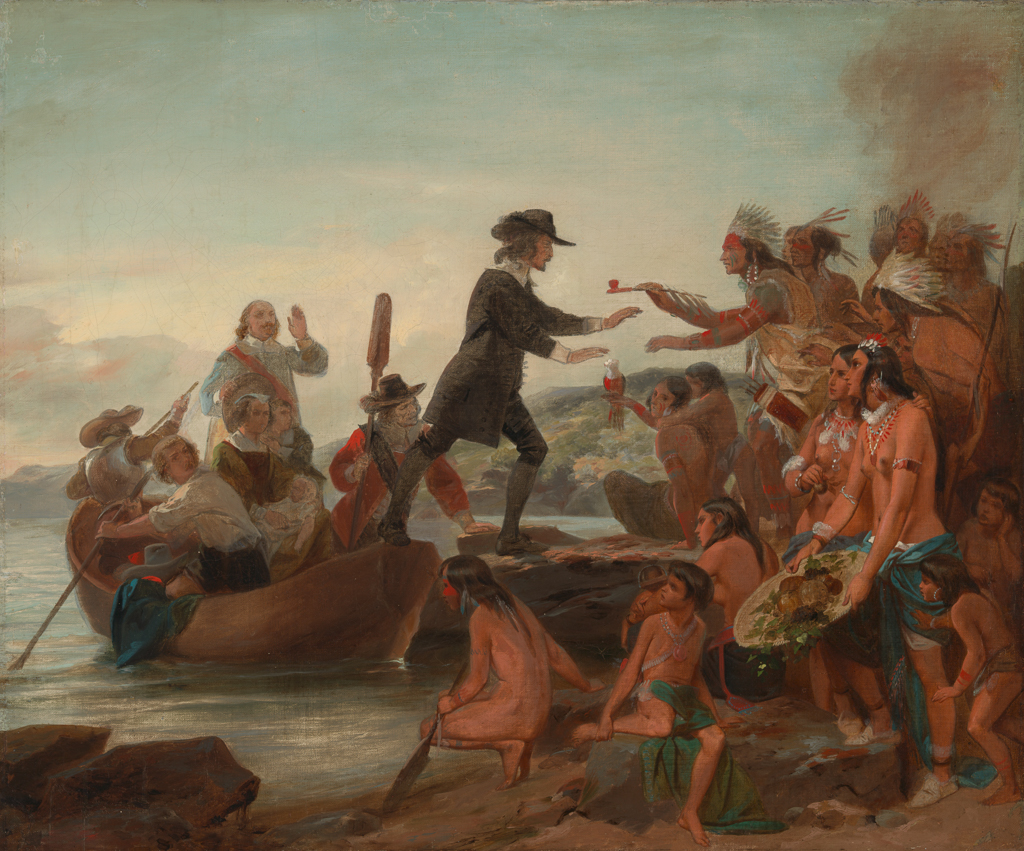
The Landing of Roger Williams in 1636, 1857, par Alonzo Chappel, avec Roger Williams traversant la rivière Seekonk

En 1643, il a voyagé en Angleterre et a publié le premier « dictionnaire » anglo/narragansett : A Key Into the Language of America. Il aura pour vocation d'ouvrir une porte vers une meilleure compréhension entre colons et natifs.
Dans un pamphlet publié en 1644, The Bloudy Tenent of Persecution, Williams reproche à Cotton de vouloir monopoliser la force de l’État au service de ses propres convictions religieuses. La volonté d’établir l’unité religieuse par la force est à l’origine, selon Williams, d’innombrables crimes. C’est elle qui engendre la persécution des dissidents qui résistent au nom de leur conscience. Williams est ainsi conduit à plaider pour une séparation radicale de l’Église et de l’État, qui seule peut garantir une véritable liberté de culte. Cette liberté de culte est pour lui plus qu’une simple tolérance. À la même époque, en Grande-Bretagne, les défenseurs de la tolérance limitent généralement cette dernière aux protestants. La liberté de culte réclamée par Williams va plus loin : il plaide pour que les juifs, les musulmans et les catholiques bénéficient d’une entière liberté religieuse.
En 1656, il a accueilli des quakers victimes de persécution religieuse au Massachusetts .

## Influence postérieure
Les puritains d’Amérique se sont montrés peu tendres avec ceux qui ne partageaient pas leurs convictions, qu’ils soient anglicans, quakers ou baptistes. Dans la controverse qui oppose Cotton et Williams, Cotton se contente en définitive de faire valoir des arguments largement répandus parmi ses coreligionnaires. L’idéal politique de Williams finira pourtant par emporter la victoire. Il sera d’abord renforcé par la création de la Pennsylvanie, une colonie que les quakers feront reposer sur des principes semblables à ceux de Rhode Island. Il sera ensuite partiellement confirmé au moment de la Glorieuse Révolution.